# Apolinário, o Velho
Apolinário, o Velho foi um gramático cristão do século IV dC, primeiro em Berito na Fenícia, depois em Laodiceia na Síria. Ele era pai de Apolinário de Laodiceia.

## Vida e obras
Ele se tornou um  padre e estava entre os mais fervorosos defensores do credo de Niceia, oriundo do Primeiro Concílio de Niceia (em 325 dC) e de Santo Atanásio. Quando o imperador Juliano, o Apóstata proibiu que os professores cristãos lecionassem ou comentassem sobre os poetas e filósofos da Grécia, em 362 dC, Apolinário e seu filho lutaram para substituir as obras-primas da literatura da antiguidade por novas obras que pudessem mitigar a perda potencial das vantagens da educação formal pelos cristãos e ajudassem a conseguir o respeito pelo Cristianismo pelos pagãos. De acordo com Sócrates Escolástico (em sua "História Eclesiástica"), Apolinário, o Velho traduziu o Pentateuco em hexâmetros gregos, converteu os dois primeiros Livros dos Reis em um poema épico com vinte e quatro cantos, escreveu tragédias baseadas em Eurípides, comédias no estilo de Menandro e Odes imitando Píndaro. Sozomeno (numa obra também chamada "História Eclesiástica") não diz nada sobre as obras poéticas do velho Apolinário, mas pressiona os de seu filho. Esta literatura grega "improvisada", porém, não sobreviveu. Assim que Valentiniano I (364 - 375 dC) revogou os éditos de Juliano, as escolas logo retornaram os grandes escritores clássicos e apenas a memória dos esforços de Apolinário sobreviveram.